# Спортивна гімнастика на літніх Олімпійських іграх 2004 — Кільця (чоловіки)
Змагання у вправах на кільцях у рамках турніру зі спортивної гімнастики на літніх Олімпійських іграх 2004 року відбулись 22 серпня 2004 року.

## Призери
| Золото                     | Срібло                   | Бронза             |
| Демосфен Тампакос · Греція | Йордан Йовчев · Болгарія | Юрій Кекі · Італія |

### Фінал
Фінал ознаменувався скандалом. Грек Демосфен Тампакос набравши 9.862 балів, випередив Йордана Йовчева (результат 9,850) всього на 0,012 бала. Олімпійська збірна Болгарії виступила з протестом, на їхню думку, судді прийняли невірне рішення, і грецький спортсмен несправедливо отримав високі оцінки за складність його виступу. Проте медаль все-таки дісталася Тампакосу.
| Місце | Гімнаст                  | Стартова оцінка | США  | Казахстан | Австралія | Іспанія | Бразилія | КНР  | Штраф | Результат |
| ----- | ------------------------ | --------------- | ---- | --------- | --------- | ------- | -------- | ---- | ----- | --------- |
|       | Демосфен Тампакос (GRE)  | 10.00           | 9.85 | 9.90      | 9.90      | 9.85    | 9.75     | 9.85 | —     | 9.862     |
|       | Йордан Йовчев (BUL)      | 10.00           | 9.85 | 9.90      | 9.80      | 9.85    | 9.85     | 9.85 | —     | 9.850     |
|       | Юрій Кекі (ITA)          | 10.00           | 9.80 | 9.80      | 9.85      | 9.85    | 9.80     | 9.80 | —     | 9.812     |
| 4     | Томіта Хіроюкі (JPN)     | 10.00           | 9.80 | 9.80      | 9.85      | 9.80    | 9.80     | 9.75 | —     | 9.800     |
| 5     | Маттео Моранді (ITA)     | 10.00           | 9.80 | 9.80      | 9.75      | 9.80    | 9.80     | 9.80 | —     | 9.800     |
| 5     | П'єр Ів Бені (FRA)       | 10.00           | 9.80 | 9.80      | 9.80      | 9.75    | 9.80     | 9.80 | —     | 9.800     |
| 7     | Олександр Сафошкін (RUS) | 10.00           | 9.75 | 9.85      | 9.75      | 9.75    | 9.70     | 9.75 | —     | 9.750     |
| 8     | Андреас Швайцер (SUI)    | 10.00           | 9.70 | 9.75      | 9.75      | 9.75    | 9.75     | 9.70 | —     | 9.737     |